# Tehrik-e-Jehad
Tehrik-e-Jehad és un grup guerriller de Caixmir establert el 1997. És partidari de la unió de Caixmir al Pakistan. Es creu que fou creat pels serveis secrets pakistanesos i molts dels seus activistes són pakistanesos. Farooq Qureshi fou designat com a comandant (amiri-e-ala) i va rebre el suport de Sardar Abdul Qayoom.